# Oborínske jamy
Oborínske jamy este o arie protejată (arie specială de conservare — SAC, sit de importanță comunitară — SCI) din Slovacia întinsă pe o suprafață de 8,43 ha, integral pe uscat.

## Localizare
Centrul sitului Oborínske jamy este situat la coordonatele 48°32′22″N 21°53′59″E / 48.539409°N 21.899758°E.

## Înființare
Situl Oborínske jamy a fost declarat sit de importanță comunitară în aprilie 2004 pentru a proteja 1 specie de plante și 5 specii de animale. Situl a fost protejat și ca arie specială de conservare în martie 2004.

## Biodiversitate
Situată în ecoregiunea panonică, aria protejată conține 1 habitat natural: Ape stătătoare oligotrofe până la mezotrofe, cu vegetație de Littorelletea uniflorae și/sau de Isoëto-Nanojuncetea.
La baza desemnării sitului se află mai multe specii protejate:
- plante (1): Marsilea quadrifolia
- păsări (4): lebădă de vară (Cygnus olor), egretă albă (Egretta alba), egretă mică (Egretta garzetta), fluierarul de zăvoi (Tringa ochropus)
- amfibieni (1): buhai de baltă cu burta roșie (Bombina bombina)

Pe lângă speciile protejate, pe teritoriul sitului au mai fost identificate 5 specii de plante, 1 specie de amfibieni, 1 specie de reptile.